# Macrochirichthys macrochirus
Macrochirichthys macrochirus, engl. Long Pectoral-Fin Minnow, in Kambodscha Trey Dang Khténg, in Laos Pa Hang Pha, in Indonesien Belantau, in Malaysia Parang Sungai, in Thailand Pla Phak Pra ปลาดาบลาว oder ปลาท้องพลุ und in Vietnam Cá ru'a genannt, ist ein großer räuberischer Karpfenartiger aus Indochina.

## Verbreitung und Lebensraum
Sein Verbreitungsgebiet umfasst das festländische Südostasien (Thailand, Laos, Vietnam und Kambodscha). Darüber hinaus trifft man ihn in Malaysia und dem westlichen Indonesien an. Typische Gewässer von Macrochirichthys macrochirus sind der Mekong, Mae Nam Chao Phraya,  Mae Nam Mae Klong und der fischreiche Tonle Sap See. Er bewohnt zahlreiche Flüsse und Bäche in geringen bis mittleren Tiefen.

## Beschreibung
Macrochirichthys macrochirus hat einen langgestreckten Körper und ein relativ großes Maul mit scharfen Zähnen. Die Färbung variiert von grün bis braun. Macrochirichthys macrochirus besitzt folgende Flossenformel: Dorsale 10-10, Anale 25–27.

## Lebensweise
Jungfische ernähren sich von Wasserinsekten, stellen jedoch als erwachsene Exemplare ihr Nahrungsspektrum ausschließlich auf Beutefische um. Während der Regenzeit wandern die Tiere in die Überschwemmungsauen und ziehen sich erst mit sinkenden Wasserpegelständen in den Hauptstrom zurück.
Sie bevorzugen Wassertemperaturen von 22 bis 28 °C Auf Gewässerverschmutzung reagiert Macrochirichthys macrochirus sehr empfindlich.

## Nutzung
Macrochirichthys macrochirus ist frisch vermarktet ein Speisefisch mit guter Fleischqualität, aber sehr grätenreich. In Laos werden sie überwiegend gegrillt, zu Padek verarbeitet und als Ponne Pa verkauft. Ein gewisser Prozentsatz der Fänge wird von Laos nach Thailand exportiert. Gefangen wird er hauptsächlich mit Kiemennetzen. Als Zierfisch eignete er sich wegen seiner Größe nicht.